# Lophothericles somali
Lophothericles somali är en insektsart som beskrevs av Marius Descamps 1977. Lophothericles somali ingår i släktet Lophothericles och familjen Thericleidae. Inga underarter finns listade i Catalogue of Life.